# Giáo hoàng đối lập Biển Đức XIV
Giáo hoàng Biển Đức XIV là tên được sử dụng bởi hai giáo hoàng đối lập trong thời kỳ ly giáo thế kỷ 15. Người đầu tiên, Bernard Garnier trở thành Giáo hoàng đối lập vào năm 1424 và qua đời vào khoảng năm 1429. Người thứ hai Jean Carrier trở thành Giáo hoàng đối lập vào khoảng năm 1430 và dường như kết thúc thời gian cai trị của mình khi ông chết hoặc từ chức vào năm 1437.

## Biển Đức thứ nhất
Có một số Giáo hoàng đối lập được hậu thuẫn từ những nhóm rất nhỏ trong giáo hội. Họ tuyên bố là những người kế thừa của Giáo hoàng đối lập Biển Đức XIII. Năm 1417, công đồng Constance giải quyết sự ly khai bằng việc tuyên bố Martin V là Giáo hoàng mới và yêu cầu Biển Đức XIII từ bỏ vương quyền của mình. Tuy nhiên Biển Đức XIII, vẫn trú ẩn trong lâu đài ở Peñíscola (vương quốc của Valencia) và tiếp tục duy trì triều đại của mình mà không chịu từ chức. Ông qua đời năm 1423, nhưng trước khi qua đời, ông đã phong chức cho bốn hồng y để đáp bảo sự tiếp tục của triều đại. Ba trong số các hồng y đã gặp nhau và bầu Clement VIII làm Giáo hoàng đối lập kế nhiệm Biển Đức XIII.
Tuy nhiên, hồng y duy nhất vắng mặt, Jean Carrier, đã phủ nhận tính hợp lệ của cuộc bầu cử này. Carrier coi mình như Hồng y đoàn và bầu Bernard Garnier, người lấy tên là Giáo hoàng Benedict XIV. Carrier làm tổng phó tế ở Rodez, gần Toulouse, và Garnier là người trông coi nhà thờ ở Rodez.
Garnier đã cai quản giáo triều của mình đầy bí mật và được biết đến như là "giáo hoàng ẩn". Người ta hầu như không biết gì về thời gian trị vị của ông, ngoại trừ một lá thư từ công tước Armagnac tới Joan Arc trong đó Carrier cho biết nơi cư trú của Biển Đức XIV. Triều đại Biển Đức XIV kết thúc khi ông qua đời vào năm 1429 hoặc 1430. Ông phong chức cho bốn hồng y, trong đó có Jean Farald.

## Biển Đức thứ hai
Sau cái chết của Garnier, Jean Carrier tự bầu mình làm Giáo hoàng mới, và cũng lấy tên là Giáo hoàng Biển Đức XIV. Tuy nhiên, Carrier đã bị bắt và bị cầm tù bởi Giáo hoàng đối lập Clement VIII. Carrier đã sống những ngày cuối đời như là một tù nhân trong lâu đài Foix.
Một số ý kiến cho rằng các hồng y trung thành với ông đã bầu một loạt các Giáo hoàng đối lập trong khoảng thời gian từ năm 1437 tới 1470.